# De Club van 7
De Club van 7 (Engels: The Secret Seven) is een reeks detectiveboeken voor kinderen geschreven door Enid Blyton tussen 1949 en 1963. Mogelijk had Blyton het idee overgenomen van Charles Hamilton, die eerder over een dergelijke club met dezelfde naam had geschreven. De verhalen gaan over zeven kinderen (Peter, Jack, Jeroen, Michiel, Janet, Barbara en Pam) die misdaden oplossen. In tegenstelling tot andere reeksen van Blyton spelen de verhalen zich niet in de vakantietijd af, omdat de kinderen niet naar een kostschool gaan. Er zijn in totaal 5 korte verhalen en 15 volledige boeken uitgegeven.

## Boeken
- De Club van 7 en de geheime grot
- De Club van 7 en de gestolen medailles
- De Club van 7 en de pareldief
- De Club van 7 en het kasteel
- De Club van 7 en het vermiste meisje
- De Club van 7 in paniek
- De Club van 7 op het spoor
- De Club van 7 op onderzoek
- De Club van 7 schiet te hulp
- De Club van 7 vecht terug
- De Club van 7 en het lege huis
- De Club van 7 en de autodieven
- De geheime Club van 7
- Vuurwerk voor de Club van 7